# París-Tours 1990
La París-Tours 1990 fou la 84a edició de la clàssica París-Tours. Es disputà el 14 d'octubre de 1990 i el vencedor final fou el danès Rolf Sørensen de l'equip Ariostea.
Era l'onzena cursa de la Copa del Món de ciclisme de 1990

## Classificació general
|    | Ciclista                 | Equip              | Temps      |
| -- | ------------------------ | ------------------ | ---------- |
| 1  | Rolf Sørensen (DEN)      | Ariostea           | 7h 09' 32" |
| 2  | Phil Anderson (AUS)      | TVM-Yoko           | m. t.      |
| 3  | Maurizio Fondriest (ITA) | Del Tongo          | m. t.      |
| 4  | Kim Andersen (DEN)       | Z                  | m. t.      |
| 5  | Andreas Kappes (GER)     | Toshiba            | m. t.      |
| 6  | Carlo Bomans (BEL)       | Weinmann-Smm Uster | + 04"      |
| 7  | Wiebren Veenstra (NED)   | Buckler-Colnago    | m. t.      |
| 8  | Seán Kelly (IRL)         | PDM-Concorde       | m. t.      |
| 9  | Frédéric Moncassin (FRA) | Castorama          | m. t.      |
| 10 | Adriano Baffi (ITA)      | Ariostea           | m. t.      |